# USS Chancellorsville (CG-62)
USS Chancellorsville — американський військовий корабель, ракетний крейсер типу «Тікондерога». Знаходиться на службі ВМФ США з 1989 року, названий на честь битви під Чанселорсвіллем під час Громадянської війни в США. Приписаний до японського порту Йокосука, де знаходиться військово-морська база США.

## Історія
В березні 1991 року USS Chancellorsville знаходився в Перській затоці для підтримки операції «Буря в пустелі». З лютого по серпень 1993 року крейсер знову розгорнувся в Перській затоці як частина бойової групи авіаносця Німіц. 26 червня 1993 року Chancellorsville завдав ударів по Іракському розвідувальному центру в Багдаді дев'ятьма ракетами Томагавк.
У листопаді 1997 року Chancellorsville розгорнувся у Східно-Тихоокеанському регіоні для підтримки спільних операцій по боротьбі з наркотиками. Під час цього розгортання крейсер врятувала екіпаж еквадорського рибальського судна, який дрейфував 10 днів.

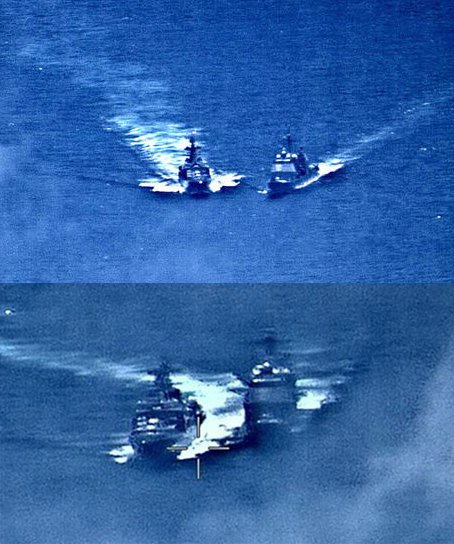
Інцидент у Східно-Китайському морі. «USS Chancellorsville» праворуч.

7 липня 1998 року Chancellorsville змінив порт приписки з Сан-Дієго на Йокосука в Японії, приєднавшись до Цільової групи бойових сил Сьомого флоту США.
6 квітня 1999 року Chancellorsville розмістився в Перській затоці разом з авіаносцем «USS Kitty Hawk» та есмінцем «USS Curtis Wilbur» для підтримки операції «Південна вахта». 5 січня 2000 року крейсер повернувся в Йокосуку. У вересні 2001 року Chancellorsville знову розгорнувся в Перській затоці з бойовою групою Kitty Hawk для підтримки операції «Нескорена свобода».
У березні 2011 року разом з авіаносцем «USS Ronald Reagan» розгорнувся біля північно-східного узбережжя Хонсю для надання допомоги після землетрусу та цунамі 2011 року.
У листопаді 2013 року під час випробування бойової системи біля узбережжя Каліфорнії з кораблем зіткнувся безпілотник BQM-74E. Двоє моряків отримали незначні опіки, а ремонт судна обійшовся у 30 млн дол.
7 червня 2019 року у Східно-Китайському морі російський есмінець «Адмірал Виноградов» небезпечно наблизився до USS Chancellorsville. Судна наблизилися один до одного на відстань 15-30 метрів (за російськими даними 50 м). Обидві країни звинуватили один одного у небезпечному маневруванні.